# Mixage 6
Mixage 6 (ricordata anche come Mixage '85 Inverno) è una compilation di brani musicali famosi nel 1985, pubblicata nell'inverno di quell'anno. La compilation venne pubblicata dalla Baby Records nei formati LP e MC. 

## Tracce
Lato A
1. Den Harrow – Bad Boy – 3:31
2. Falco – Rock Me Amadeus – 3:18
3. Monte Kristo – The Girl Of Lucifer – 2:18
4. Finzy Kontini – Cha Cha Cha – 2:15
5. Gazebo – Masterpiece – 3:11
6. Lune De Miel – Paradise Mi Amor – 3:29
7. Dato Shake – Let Me Be Your N. 1 – 3:46

Durata totale: 21:48
Lato B
1. Los João – Alegrando La Fiesta – 3:18
2. On Air – Movies – 2:23
3. Tom Hooker – Real Men – 2:39
4. Stefano Pulga – Take Me Higher – 4:04
5. Style – Give Me A Night To Remember – 2:51
6. Albert One – Lady O' – 2:54
7. Andrea – I'm A Lover – 3:21

Durata totale: 21:30

## Classifiche

### Classifiche di fine anno
| Classifica (1985) | Posizione | Max Posizione |
| ----------------- | --------- | ------------- |
| Italia            | 69        | 9             |